# Lote vegetariano

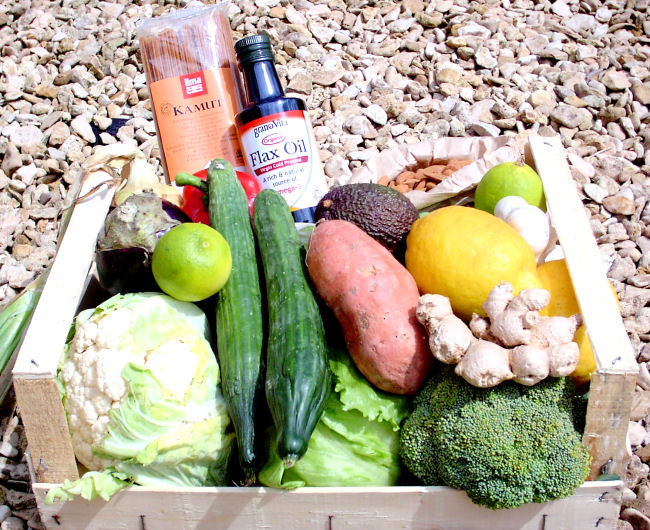
Lote vegetariano.

Un lote vegetariano o Veg box scheme es un reparto de vegetales frescos, normalmente cultivados localmente y de forma ecológica y que van directamente al consumidor o hacia un punto de reparto local. Normalmente el lote lo define el agricultor o una pequeña cooperativa para dar valor añadido y apoyar la economía local de alimentos.
En Reino Unido existen alrededor de 600 tipos de lotes (esquemas) operando en este momento. y mueven alrededor de 100 millones de libras anuales.
Muchos de estos esquemas o lotes tienen una base local o regional, repartiendo la comida directamente del productor al consumidor final. Otros lotes ofrecen una disponibilidad geográfica a escala regional o nacional con una variedad y cantidad basada en una red de productores, cooperativas y empresas de venta al por mayor. Muchos supermercados ingleses también han comenzado a ofrecer Veg boxes causando cierta preocupación a las cooperativas independientes, aunque el impacto parece bastante limitado hasta el día de hoy.

## Como funciona un Lote
Un lote funciona normalmente por suscripción. Un cliente firma un reparto semanal de vegetales frescos y fruta. El cliente no elige el contenido, sino que éste será elegido por el proveedor sobre la base de la estacionalidad y la disponibilidad existente en el momento. Algunos de estos esquemas ofrecen la opción de comprar productos extra para poder ser recibidos junto con el lote de vegetales, como lácteos o carne.
Cada lote de alimentos viene certificado como ecológico por las autoridades competentes, como la Soil Association.